# Spaten-Franziskaner-Bräu
A Spaten-Franziskaner-Bräu egy sörgyár Münchenben. A Spaten-Löwenbräu Gruppe része, mely a belga InBev Group tulajdonában van. Söreit két márka, a Spaten (tradicionális sörök) és a Franziskaner (búzasörök) alatt értékesíti.

## Történet
Először 1397-ben említik müncheni források, mint Welser sörfőzde. Egészen 1854-ig viszonylag gyakran változtak a tulajdonosi viszonyok, amikor is a sörgyár új, jelenleg is használt telephelyére költözött. 1867-ben a város legnagyobb sörgyárává nőtt, 1909-től pedig már az észak-amerikai kontinensre is exportált. 1922-ben a Spaten-Brauerei egyesül a Franziskaner-Leist-Bräu-val és létrejön a Spaten-Franziskaner-Bräu. Az egyesített vállalat termelése 1992-ben lépte át az egymillió hektolitert.
1997-ben a globális piac kihívásokra válaszul a Spaten-Franziskaner-Bräu és a Löwenbräu közösen létrehozta a Spaten-Löwenbräu Gruppe-t. 2003-ig a Spaten-Löwenbräu Gruppe többségi tulajdonosa Jobst Kayser, majd 2004-ben az irányítás a InBev Gruppe kezébe kerül.

## Termékek
- Spaten Alkoholfrei (alk. 0,0% és 7,3°) - alkoholmentes világos sör
- Spaten Diät-Pils (alk. 4,9%) - csökkentett kalóriatartalmú világos sör
- Spaten Dunkel (alk. 4,9%) - hagyományos bajor barna láger sör
- Spaten Münchener Hell (alk. 5,2% és 11,7°) - dortmunder típusú világos sör
- Spaten Oktoberfest Ur-Märzen (alk. 5,9% és 13,7°) - oktoberfest/märzen típusú világos sör
- Spaten Oktoberfestbier (alk. 5,9% és 13,7°) - oktoberfest/märzen típusú világos sör
- Spaten Optimator (alk. 7,2%) - erős sör (doppel bock)
- Spaten Pils (alk. 5,0% és 11,7°) - pils típusú sör
- Spaten Premium Bock (alk. 6,5%) - erős világos sör(heller bock)
- Franziskaner Hefe-Weissbier Alkoholfrei (alk. 0,5% és 6,2°) - csökkentett alkoholtartalmú szűretlen búzasör
- Franziskaner Hefe-Weissbier Dunkel (alk. 5,0% és 11,8°) - szűretlen barna búzasör
- Franziskaner Hefe-Weissbier Hell (alk. 5,0% és 11,8°) - szűretlen búzasör
- Franziskaner Hefe-Weissbier Leicht (alk. 2,9% és 7,5°) - csökkentett alkohol- és kalóriatartalmú szűretlen búzasör
- Franziskaner Weissbier Kristallklar (alk. 5,0% és 11,8°) - szűrt búzasör